# Юшкевич, Виктор Адамович
Виктор Адамович Юшкевич (1867—1908) — русский правовед.

## Биография
Родился в дворянской семье 14 (26) февраля 1867 года. Окончил Императорское училище правоведения (1888). В 1888 году был причислен к департаменту Министерства юстиции и Министерству народного просвещения для приготовления к профессорскому званию. В 1888—1891 годах изучал римское право в Берлинском университете, — созданном при нём Русском институте римского права. В 1894—1899 годах в звании приват-доцента преподавал в Демидовском юридическом лицее; 27 ноября 1899 года защитил в Московском университете магистерскую диссертацию по римскому праву «Учения пандект: о намыве, юридической природе русла публичных рек, об островах, в публичных реках возникающих, и сочинения римских землемеров» (СПб.: тип. В.С. Балашева и К°, 1895—1899. — 2 т.) и с февраля 1900 года исправлял должность экстраординарного профессора кафедры гражданского права лицея. В июле 1901 года был переведён исправляющим должность ординарного профессора кафедры торгового права в Томский университет. С 1905 года он — ординарный профессор кафедры римского и торгового права Училища правоведения в Санкт-Петербурге, с сентября 1906 года одновременно занимал кафедру римского и гражданского права Лицея в память цесаревича Николая в Москве.
Умер 22 сентября (5 октября) 1908 года в Санкт-Петербурге.
Автор ряда научных трудов: «Историко-аналитическое направление в науке римского права», «Руководящие начала в преподавании русского гражданского права», «Наполеон I на поприще гражданского правоведения и законодательства» и др. Готовил к защите докторскую диссертацию «О приобретении владения по римскому праву». Кроме диссертации были изданы: Очерки лекций по общему русскому гражданскому праву, читанных в Демидовском юридическом лицее в 1894—1900 гг. профессором В.А. Юшкевичем: Вып. 1. — Томск : типо-лит. М. Н. Кононова, 1901; Исследования из области учения о владении. — М.: печ. А.И. Снегиревой, 1908.